# Palad khik
Palad Khik (tiếng Thái: ปลัดขิก, phát âm là [pàlàt Kik]) là một loại bùa hộ mệnh Thái mà có hình dáng như một dương vật. Cụm từ "palad khik" có nghĩa là "dương vật thay thế danh dự". Những bùa loại này có chiều dài động từ một vài inch đến nhiều foot. Các phiên bản nhỏ hơn thường được đeo trên cơ thể, trong khi phiên bản lớn hơn được trưng bày trong các cửa hàng và các cơ sở khác.
Palad Khik có nguồn gốc ở Ấn Độ và liên quan đến thần Hindu Shiva, người thường được biểu diễn bởi Shiva Linga. Họ được đưa đến Thái Lan từ hàng trăm năm trước, lúc đó thuộc về nước Campuchia của người Khmer. Hình tượng tương tự của Trung Quốc gọi là Dương, nơi Shiva được thể hiện một cách trừu tượng trong các hình thức của Linga (bộ phận sinh dục nam). Đôi khi các linga được đi kèm bởi Yoni (cơ quan sinh dục nữ). Cùng với nhau, các linga và yoni tượng trưng cho sự đoàn kết và sức mạnh của sự sáng tạo và hủy diệt.
Palad khik không tượng trưng cho sự khiêu dâm xấu xa mà là hiện thân của may mắn. Đối với người đang tìm kiếm tình yêu, lá bùa được coi như một vị cứu tinh thần thánh, nó sẽ giúp bạn trở nên quyến rũ, gợi cảm hơn. Nhiều chàng trai và cô gái Thái tin rằng mang theo linh vật này bên mình, họ sẽ sớm gặp được nửa kia đích thực.
Palad khik, là một đại diện thuộc về dương vật của Shiva, cũng là một biểu tượng duy linh của khả năng sinh sản. Không phải là không phổ biến ở Thái Lan khi bắt gặp một bùa dương vật treo trên một cửa hàng tiện lợi hay trong một nhà hàng, hay thậm chí được bán bởi những bà cụ đường phố. Mặc dù bên ngoài có thể coi những thứ này là khó coi, người Thái thường rất mê tín dị đoan và những may mắn và những lá bùa vẫn được họ coi trọng.
Palad khik có thể được làm từ gỗ, kim loại, xương, sừng hoặc ngà voi, và chúng được tạo ra bởi các nhà sư chuyên về chúng. Việc khắc những chữ thiêng liêng là một nghi lễ quan trọng và có thể mất nhiều ngày để hoàn thành. Palad khik làm bằng kim loại đúc không luôn luôn có những bản khắc, nhưng họ có thể có các biểu tượng động vật. 